# 임미란
임미란(任美蘭, 1965년 8월 6일 ~ )은 대한민국 광주광역시의회 의원이다.

## 학력
- 1981 ~ 1984 해남여자고등학교 졸업
- 1985 ~ 1989 조선대학교 산업미술학 학사
- 2004 ~ 2006 홍익대학교 건축도시대학원 석사
- 2011 ~ 2013 조선대학교 대학원 디자인경영학 박사

## 경력
- 2002.09 ~ : 미에트랜 대표
- 2002.10 ~ 2015.06 : 한국여성경제인협회 이사
- 2012.03 ~ 2015.02 : 한국산학협동연구원 이사
- 2014.12 : 조선대학교 총동창회 상임이사
- 2015.06 : 한국공간디자인협회 이사
- 2016.03 : 광주전남디자인협회 수석부회장
- 2018.07 ~ 2022.06: 제8대 광주광역시의회 의원

```
- 2018.07 ~ 2020.06: 제8대 광주광역시의회 전반기 부의장
```

- 2018.07 ~ : 민주평화통일자문회의 자문위원
- 2022.07 ~ : 제9대 광주광역시의회 의원

```
- 2022.07 ~ : 제9대 광주광역시의회 전반기 행정자치위원회 위원장
```

## 역대 선거 결과
|  | 71.69% |

|  | 0% |